# Victoire Doutreleau
Victoire es una modelo francesa, nacida en 1934, musa del diseñador Christian Dior a mediados de la década de 1950 y luego de Yves Saint Laurent.

## Biografía
Nacida como Jeanne Devis, no conoció a su padre. A la edad de dieciséis años tomó clases de dibujo, deseando entrar a la Escuela Nacional de Artes Decorativas; al mismo tiempo, ella posaba para Louis Touchagues·. Cuando sus amigos la animaron a hacer el modelaje, ella pidió consejo a Touchagues quien, emocionado, la envía con el influyente Michel de Brunhoff para conseguir una carta de recomendación.

## Dior
En la primavera de 1953 sin ni siquiera leer la carta de Michel de Brunhoff, Christian Dior contrata inmediatamente a Jeanne: ella comienza su carrera a la edad de dieciocho años en el taller del modisto. Se renombra « Victoire ». Ella es pequeña - para una modelo - tiene una figura de reloj de arena y el pecho, pero elegante y sensualReferencia vacía (ayuda)., trastorna los códigos habituales de la alta costura. Lejos de los estándares de la época para modelar, significativamente más joven que sus colegas, su llegada al taller fue poco apreciada: 

Yo no tenía el tono adecuado

 diría ella.
Durante estos años ella asiste asiduamente, sobre todo al Le Boeuf sur le Toit y otros lugares de la noche parisina, acompañada de Yves Saint Laurent y Karl Lagerfeld·, con quien también se va de vacaciones. 

Si me hubiera casado, sería con Victoria con quien quisiera casarme

, dijo Saint Laurent en una entrevista sobre una relación "platónica" muy íntima con su modelo.
En 1954, Dior creó los primeros sostenes de estante y la línea "H" -llamado también Busty Look- en Victoria·. Victoria evolucionó en la casa de moda para convertirse en una "supermodelo", interesados en ventas vestidos que ella vestía. 

Victoria se convirtió en una estrella, lo que justifica el nombre que le di

, diría Dior. Pero con pocas excepciones, después de la primera colección se presenta durante un desfile, la enemistad en la casa y con los clientes es alto: la mayoría de las otras modelos no hablan con ella, fueron muchas los críticas Sin embargo, el diseñador persiste y requiere Victoire para una segunda colección.

## En la ficción
- Yves Saint Laurent (2014). Interpretada por la actriz Charlotte Le Bon.